# 22 Orionis
22 Orionis, som är stjärnans Flamsteed-beteckning är en dubbelstjärna i den mellersta delen av stjärnbilden Orion, som också har Bayer-beteckningen o Orionis. Den har en genomsnittlig skenbar magnitud på ca 4,74 och är svagt synlig för blotta ögat där ljusföroreningar ej förekommer. Baserat på parallax enligt Gaia Data Release 2 på ca 2,9 mas, beräknas den befinna sig på ett avstånd på ca 1 100 ljusår (ca 350 parsek) från solen. Den rör sig bort från solen med en heliocentrisk radialhastighet av ca 29 km/s.

## Egenskaper
Primärstjärnan 22 Orionis A är en blå till vit underjättestjärna av spektralklass B2 IV-V som betecknar en stjärna av spektraltyp B med en luminositetsklass som visar blandade drag av en stjärna i huvudserien och en underjätte. Den har en massa som är ca 9 solmassor, en radie som är ca 5 solradier och utsänder ca 741 gånger mera energi än solen från dess fotosfär vid en effektiv temperatur på ca 20 000 K.
22 Orionis är en enkelsidig spektroskopisk dubbelstjärna med en omloppsperiod på 293 dygn och en excentricitet på 0,15. Den är en misstänkt pulserande variabel av Beta Cephei-typ (BCEP), som har magnitud +4,73 och varierar med en amplitud av endast 0,01 magnituder, eller en långsamt pulserande stjärna av spektraltyp B.